# Мирослав Милатовић Вицко
Мирослав Милатовић Вицко (Београд, 9. мај 1959) бубњар је рок групе Рибља чорба од њеног оснивања 1978. године.

## Биографија
Музичку каријеру започео је 1976. године у Београду. Прва група у којој је свирао звала се Борн, а чинили су је: Жељко Николић - касније члан група Зебра и Розе позе (гитара и вокал), Владимир Клипа (бас), Миодраг Живадиновић - касније члан Вицко бенда (клавијатуре), и Вицко (бубњеви). Група је у почетку вежбала код Горана Милекића - Лимуна, култног београдског блуз-гитаристе, у Кумодрашкој улици, а касније се пребацила у месну заједницу, дискотеку "Палма" на Вождовцу, где су и одржавали игранке сваког викенда.